# Christopher Cairns
Christopher Cairns (ur. 21 czerwca 1957) – australijski żeglarz sportowy. Brązowy medalista olimpijski z Los Angeles.
Zawody w 1984 były jego jedynymi igrzyskami olimpijskimi. Trzecie miejsce zajął w klasie Tornado. Partnerował mu Scott Anderson. W tej klasie byli również mistrzami świata w 1983 i 1984. Z Johnem Forbesem zdobył srebro tej imprezy w 1987.